# 艾格尔河
艾格尔河（法語：Aigre，法語發音：[ɛɡʁ] ⓘ）是法国中央-盧瓦爾河谷大區卢瓦-谢尔省与厄尔-卢瓦省的河流，是卢瓦河的左支流，长30.8千米。